# Move Your Domain Day
Move Your Domain Day (Dia de Mover seu Domínio) é uma iniciativa de transferência de nome de domínio inicialmente em resposta ao suporte da Go Daddy ao Stop Online Piracy Act. Ocorreu primeiro em 29 de dezembro de 2011, originando de um post no Reddit e encabeçada pela registrar Namecheap. Em 2012, a Namecheap iniciou uma iniciativa para tornar o Move Your Domain Day um evento anual.  O segundo evento ocorreu em 22 de janeiro de 2013. O terceiro foi em 5 de fevereiro de 2014.  O quarto ocorreu em 27 de janeiro de 2015. A Electronic Frontier Foundation, Reddit, e as registrars Name.com e Hover também participaram.  Namecheap definiu a iniciativa como "um protesto anual e uma comemoração do tipo que irá continuar a iluminar a questão da internet livre e aberta."